# Opisthothelae
Opisthothelae este un subordin de pǎianjeni care cuprinde specii cu opistosoma (abdomenul) nesegmentatǎ. Subordinul este cel mai numeros și include douǎ infraordine: Mygalomorphae și Araneomorphae. Opisthothelae se dosebește de Mesothelae (un alt subordin de pǎianjeni) prin:
1. absența ganglionilor nervoși în opistosomă;
2. construirea plaselor din mătase;
3. poziția posterioară a glandelor sericigene și organelor filiere;
4. toate speciile au glande veninoase (excepție fac doar genurile Philoponella, Uloborus, Holarchaea);

În funcție de orientarea chelicerelor, subordinul este divizat în două infraordine:
- Mygalaemorphae -  chelicerele sunt îndreptate anterior, colții în jos și au o perechi de plămâni;
- Araneomorphae - chelicerele sunt îndreptate în jos, iar colții unul spre celălalt și au 1 - 2 perechi de plămâni și trahei (sunt și specii la care plămânii lipsesc, respirația având loc doar prin trahei, familia Caponiidae).